# Пироговское движение врачей России и Пироговские съезды врачей
Пироговские съезды — съезды врачей проходившие в Российской империи в конце XIX — начале XX века.
Эти собрания проходили под патронажем организованного в 1883 году «Общества русских врачей в память Н. И. Пирогова», более известного, как Пироговское общество. В период с 1885 по 1913 год в России было организовано двенадцать Пироговских съездов (восемь в Санкт-Петербурге и четыре в городе Москве).
На Пироговских съездах нередко обсуждались не только медицинские, но и политические вопросы. Так на внеочередном московском съезде врачей 1905 года созванном с целью принятия экстренных мер против холеры, депутаты успели принять и политическую резолицию призывающую
медиков «сорганизоваться для… борьбы… против бюрократического строя до полного его устранения и за созыв Учредительного собрания». С 1914 по 1919 год прошло пять чрезвычайных Пироговских съездов носивших политический характер.
22 ноября 1917 года Пироговский съезд принял резолюцию с осуждением Октябрьской революции, а декрет СНК РСФСР от 15 февраля 1918 «Об упразднении Центрального врачебно-санитарного совета» большинство светил российской медицины присутствовавших на съезде охарактеризовали документом «крайне вредно отражающимся на работе общественной медицины». По сути это стало началом конца Пироговского общества. После установления на территории страны советской власти большевики сделали всё, чтобы уничтожить оппозицию и в 1922 году общество перестало существовать
Судьба многих участников Пироговских съездов и членов их семей оказалась весьма трагичной.
В 1985 году, с началом перестройки, традиция проведения в России Пироговских съездов была воссоздана. После падения коммунистического режима и распада СССР это мероприятие стало пользоваться поддержкой властей. Так, на IV Всероссийском Пироговском съезде врачей проходившем в Москве с 6 по 9 июня 2001 года, с приветственной речью выступил лично премьер-министр России Михаил Касьянов, а до сведения участников конференции были доведены обращения президента России Владимира Путина и спикера Государственной Думы РФ Геннадия Селезнёва.